# Arthroleptis crusculum
Arthroleptis crusculum är en groddjursart som beskrevs av Angel 1950. Arthroleptis crusculum ingår i släktet Arthroleptis och familjen Arthroleptidae. IUCN kategoriserar arten globalt som starkt hotad. Inga underarter finns listade i Catalogue of Life.